# Route nationale 3a (Madagaskar)
Die Route nationale 3a (RN 3a) ist eine 180 km lange asphaltierte Nationalstraße in der Provinz Alaotra-Mangoro im Zentrum von Madagaskar nordöstlich der Hauptstadt Antananarivo. Sie zweigt bei Andilanatoby von der RN 44 ab und führt in nordöstlicher Richtung über Amboavory (Vohitraivo) nach Andilamena. Die RN 3a liegt unweit des Westufers des Alaotra-Sees, des größten Sees Madagaskars.